# Ralfs Freibergs
Ralfs Freibergs (17. května 1991, Riga, Lotyšsko) je lotyšský profesionální hokejista, který hraje na pozici obránce. Byl členem lotyšské reprezentace, která získala bronzovou medaili na mistrovství světa ve Finsku a Lotyšsku.

## Kariéra
S hokejem začínal v Rize, kde nastupoval za klub Prizma Riga. V juniorském věku hrál za Dinamo Riga. Později působil v zámořských ligách NAHL a USHL. Po návratu do Evropy si zahrál Kontinentální hokejovou ligu (KHL) za Dinamo Riga.
V sezóně 2017/2018 přestoupil do týmu Aukro Berani Zlín, kde odehrál tři sezóny. Následně zamířil do HC Kometa Brno, odkud během stejné sezóny přešel do HC Oceláři Třinec. Po této epizodě se vrátil do Rigy, ale ještě během sezóny přestoupil do německého klubu Iserlohn Roosters.
V sezóně 2022/2023 podepsal smlouvu s HC Verva Litvínov, kde strávil jednu sezónu. Poté přestoupil do týmu Mountfield HK.

## Doping
Freibergs byl testován během turnaje a oba výsledky vyšly pozitivně. Hokejista byl vyloučen z olympijských her 2014 v Soči. Nenastoupil na čtvrtfinálový zápas Kanada - Lotyšsko.  Činnost mu byla zastavena na dva roky. 